# سيبورا

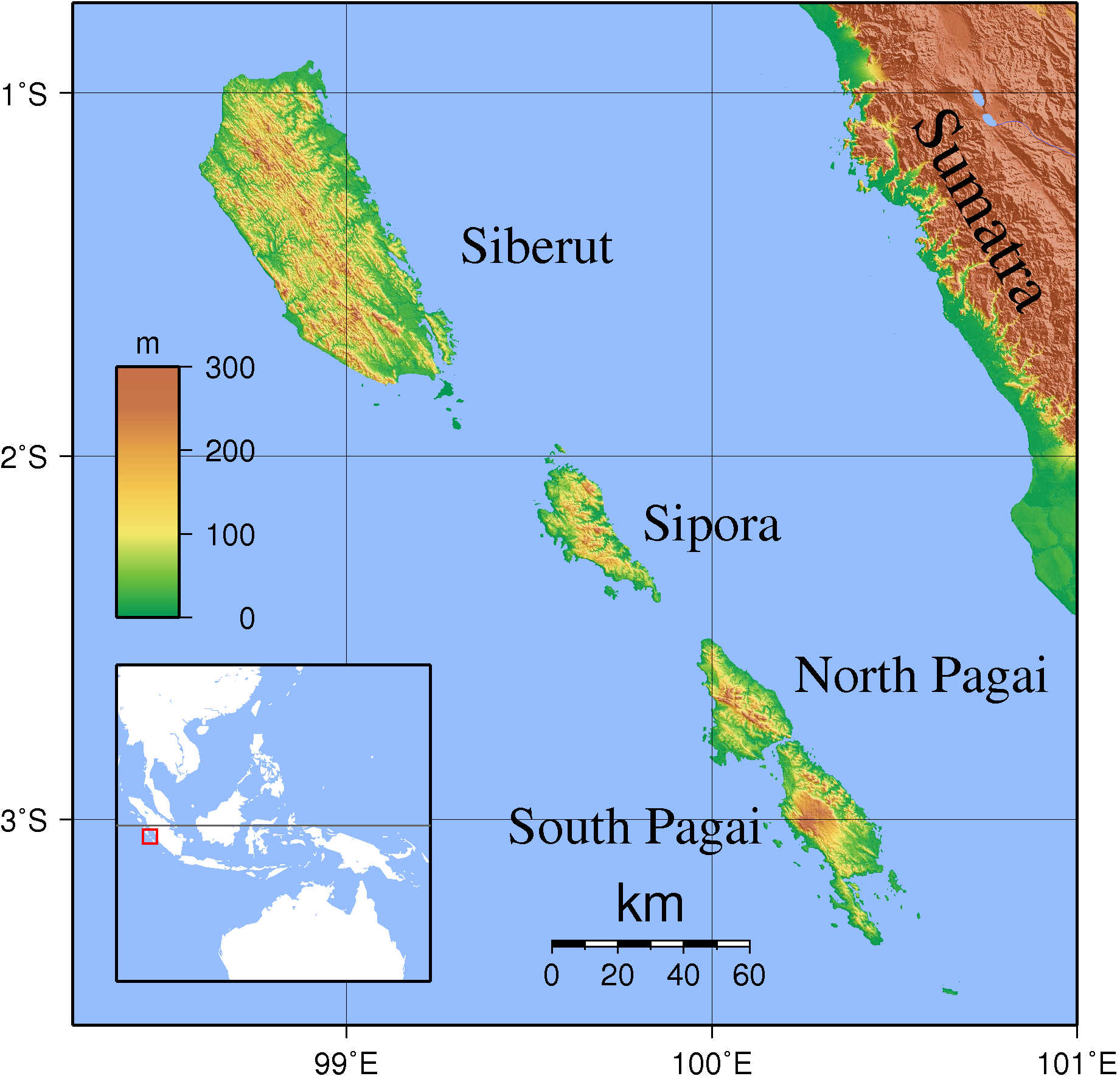
موقع جزيرة سيبورا ضمن جزر مينتاواي

جزيرة سيبورا تقع قبالة سومطرة في إندونيسيا، وهي أصغر جزر مينتاواي الأربعة في 845 كيلومترا مربعا فقط لكنها الأكثر نموا. توا بيجات عي مقر جزر مينتاواي وتقع في سيبورا. يقدر ب 10-15 ٪ من الغابات المطيرة الأصلية ما زالت باقية على هذه الجزيرة.

## التزلج على الأمواج
سيبورا وجهة تزلج على الأمواج. حيث تتكسر الأمواج قبالة الطرف الجنوبي من الجزيرة. كما تتكسر الأمواج في المنطقة الشمالية الغربية من هذه الجزيرة.
المحيطات تكون أكثر ثباتا من نيسان إلى تشرين الأول لكن سيبورا قابلة لتكون وجهة سياحية لرياضة التزلج على الأمواج على مدار العام.
يمكن أن تختلف ظروف الرياح في كل ساعة، لكنها غالبا ما تكون هادئة وصافية. للسكن بالقرب من سيبورا، فإن معظم هواة التزلج على الأمواج يبقون في يخوت مستأجرة من بادانغ. بعض سياح التزلج على الأمواج يختارون البقاء في الجزيرة نفسها في المنتجعات أو مع العائلات المحلية في توا بيجات.
تقع الجزيرة شمال باغاي الشمالية وباغاي الجنوبية والتي هي أيضا وجهة لرياضة التزلج على الأمواج.